# Ophir Award/Bester Film
Ophir Award: Bester Film
Gewinner des israelischen Filmpreises Ophir in der Kategorie Bester Film (הסרט הטוב ביותר). Die Israelische Filmakademie (האקדמיה הישראלית לקולנוע וטלוויזיה) vergab den Preis erstmals 1982 und vergibt ihn seit 1990 alljährlich als Auszeichnung für die besten Filmproduktionen und Filmschaffenden vier Monate vor der Verkündung der Oscar-Nominierungen. Im Jahr 2006 wurden zwei Filme ausgezeichnet.
Der Preisträger des besten Filmes wird automatisch als Oscar-Beitrag zur Nominierung des Besten internationalen Films eingereicht.

## Preisträger
| Jahr       | Preisträger                                 | Internationaler Titel              | Deutscher Verleihtitel                  | Regie                               |
| 1982       | Tzlila Chozeret                             | Repeat Dive                        | nicht bekannt                           | Shimon Dotan                        |
| 1983– 1989 | Preis nicht vergeben                        | Preis nicht vergeben               | Preis nicht vergeben                    |                                     |
| 1990       | Shuroo                                      | The Lookout                        | nicht bekannt                           | Savi Gavison                        |
| 1991       | Me'ever Layam                               | Beyond the sea                     | Over the Ocean                          | Jacob Goldwasser                    |
| 1992       | Ha-Chayim Al-Pi Agfa                        | Life According to Agfa             | Life According to Agfa – Nachtaufnahmen | Assi Dayan                          |
| 1993       | Nikmato Shel Itzik Finkelstein              | Revenge of Itzik Finkelstein       | nicht bekannt                           | Enrique Rottenberg                  |
| 1994       | Sh'Chur                                     | Sh'Chur                            | nicht bekannt                           | Shmuel Hasfari                      |
| 1995       | Hole Ahava B'Shikun Gimel                   | Lovesick on Nana Street            | nicht bekannt                           | Savi Gavison                        |
| 1996       | Clara Hakedosha                             | Saint Clara                        | Saint Clara                             | Ari Folman und Ori Sivan            |
| 1997       | Afula Express                               | Pick a Card                        | nicht bekannt                           | Julie Shles                         |
| 1998       | Kirkas Palestina                            | Circus Palestine                   | Zirkus Palestina                        | Eyal Halfon                         |
| 1999       | Ha-Chaverim Shel Yana                       | Yana's Friends                     | Yanas Freunde                           | Arik Kaplun                         |
| 2000       | Ha-Hesder                                   | Time of Favor                      | nicht bekannt                           | Joseph Cedar                        |
| 2001       | Hatuna Meuheret                             | Late Marriage                      | Hochzeit wider Willen                   | Dover Koshashvili                   |
| 2002       | Knafayim Shvurot                            | Broken Wings                       | Broken Wings                            | Nir Bergman                         |
| 2003       | Ha-Asonot Shel Nina                         | Nina's Tragedies                   | nicht bekannt                           | Savi Gavison                        |
| 2004       | Medurat Hashevet                            | Campfire                           | nicht bekannt                           | Joseph Cedar                        |
| 2005       | Eize Makom Nifla                            | What a Wonderful Place             | Willkommen in Israel                    | Eyal Halfon                         |
| 2006       | Adama Meshuga'at                            | Sweet Mud                          | Sweet Mud – Im Himmel gefangen          | Dror Shaul                          |
| 2006       | Aviva Ahuvati                               | Aviva, My Love                     | nicht bekannt                           | Shemi Zarhin                        |
| 2007       | Bikur Ha-Tizmoret                           | The Band's Visit                   | Die Band von Nebenan                    | Eran Kolirin                        |
| 2008       | Vals Im Bashir                              | Waltz with Bashir                  | Waltz with Bashir                       | Ari Folman                          |
| 2009       | Ajami                                       | Ajami                              | Ajami                                   | Scandar Copti + Yaron Shani         |
| 2010       | Shliḥuto shel Ha'Memuneh al Mash'abey Enosh | The Human Resources Manager        | Die Reise des Personalmanagers          | Eran Riklis                         |
| 2011       | Hearat Shulayim                             | Footnote                           | Hearat Shulayim                         | Joseph Cedar                        |
| 2012       | Lemale et ha'ḥalal                          | Fill the Void                      | An ihrer Stelle                         | Rama Burshtein                      |
| 2013       | Bethlehem                                   | Bethlehem                          | nicht bekannt                           | Juval Adler                         |
| 2014       | Get — Ha'mishpat shel Vivian Amsalem        | Gett: The Trial of Viviane Amsalem | Get – Der Prozess der Viviane Amsalem   | Ronit Elkabetz und Schlomi Elkabetz |
| 2015       | Baba Yoon                                   | Baba Yoon                          | Baba Yoon                               | Juval Delschad                      |
| 2016       | Sufat Chol                                  | Sandstorm                          | Sufat Chol                              | Elite Zexer                         |
| 2017       | Foxtrot                                     | Foxtrot                            | Foxtrot – Der Tanz des Schicksals       | Samuel Maoz                         |
| 2018       | The Cakemaker                               | The Cakemaker                      | The Cakemaker                           | Ofir Raul Graizer                   |
| 2019       | Yamim Noraim                                | Incitement                         | nicht bekannt                           | Yaron Zilberman                     |
| 2020       | Asia                                        | Asia                               | Asia                                    | Ruthy Pribar                        |
| 2021       | Vayhi Boker                                 | Let it be morning                  |                                         | Eran Kolirin                        |
| 2022       | Cinema Sabaya                               |                                    |                                         | Orit Fouks Rotem                    |
| 2023       | Sheva Brachot                               | Seven Blessings                    |                                         | Ayelet Menahemi                     |
| 2024       | Come Closer                                 | Come Closer                        | Come Closer                             | Tom Nesher                          |

## Nominierungen (ab 1997)

### 1997–1999
1997
- Afula Express – Regie: Julie Shles
- Ha-Dybbuk B'sde Hatapuchim Hakdoshim – Regie: Yossi Somer
- Mar Baum – Regie: Assi Dayan
- Minotaur – Regie: Jonathan Tammuz
- Die Milchstraße (Shvil Hahalav) – Regie: Ali Nasser

1998
- Zirkus Palestina – Regie: Eyal Halfon
- Dangerous Acts – Regie: Shemi Zarhin
- Tag für Tag (Yom Yom) – Regie: Amos Gitai
- Ahava Mimabat Sheni – Regie: Michal Bat-Adam
- Kesher Ir – Regie: Jonathan Sagall

1999
- Yanas Freunde (Ha-Chaverim Shel Yana) – Regie: Arik Kaplun
- Tzomet volkan – Regie: Eran Riklis
- Kadosh – Regie: Amos Gitai
- Tzur Hadassim – Regie: Gideon Kolirin

### 2000–2009
2000
- Time of Favor (Ha-Hesder) – Regie: Joseph Cedar
- Haboleshet Hokeret – Regie: Marek Rozenbaum
- Kikar Ha-Halomot – Regie: Benny Toraty
- Am Tag von Kippur (Kippur) – Regie: Amos Gitai
- Mars Turkey – Regie: Oded Davidoff

2001
- Hochzeit wider Willen (Hatuna Meuheret) – Regie: Dover Koshashvili
- Made in Israel – Regie: Ari Folman
- Ish HaHashmal – Regie: Eli Cohen
- Girafot – Regie: Tzahi Grad

2002
- Broken Wings (Knafayim Shvurot) – Regie: Nir Bergman
- Beitar Provence – Regie: Ori Inbar
- Hochmat HaBeygale – Regie: Ilan Heitner
- In the 9th Month – Regie: Ali Nasser
- The Barbecue People (Ha-Mangalistim) – Regie: Yossi Madmoni und David Ofek

2003
- Ha-Asonot Shel Nina – Regie: Savi Gavison
- Ha-Kochavim Shel Shlomi – Regie: Shemi Zarhin
- Massa'ot James Be'eretz Hakodesh – Regie: Ra’anan Alexandrowicz
- Matana MiShamayim – Regie: Dover Koshashvili
- Sipuray Bate Kafe' – Regie: Amit Lior

2004
- Medurat Hashevet – Regie: Joseph Cedar
- Atash – Regie: Tawfik Abu Wael
- Metallic Blues – Regie: Dan Verete
- Eine Tochter (Or) – Regie: Keren Yedaya
- Übers Wasser wandeln (Walk on Water) – Regie: Eytan Fox

2005
- Willkommen in Israel (Eize Makom Nifla) – Regie: Eyal Halfon
- Lemarit Ain – Regie: Daniel Syrkin
- Patrouille in Jerusalem (Karov La Bayit) – Regie: Vardit Bilu und Dalia Hager
- Bekarov, Yikre Lekha Mashehu Tov – Regie: Eyal Shiray
- Muchrachim Lehiyot Same'ach – Regie: Julie Shles

2006
- Sweet Mud – Im Himmel gefangen (Adama Meshuga'at) – Regie: Dror Shaul
- Mishehu Larutz Ito – Regie: Oded Davidoff
- Things Behind the Sun – Regie: Yuval Shafferman
- Shalosh Ima'ot – Regie: Dina Zvi-Riklis

2007
- Die Band von Nebenan (Bikur Ha-Tizmoret) – Regie: Eran Kolirin
- Beaufort – Regie: Joseph Cedar
- Hofshat Kaits – Regie: David Volach
- Jellyfish – Vom Meer getragen (Jellyfisch; Meduzot) – Regie: Shira Geffen und Etgar Keret
- Noodle – Regie: Ayelet Menahemi

2008
- Waltz with Bashir (Vals Im Bashir) – Regie: Ari Folman
- Comme ton père – Regie: Marco Carmel
- Etsba Elohim – Regie: Yigal Bursztyn
- Lost Islands – Regie: Reshef Levy
- Shiva – Regie: Ronit Elkabetz und Shlomi Elkabetz

2009
- Ajami – Regie: Scandar Copti und Yaron Shani
- Sumo – Eine Frage der Größe (A Matter of Size) – Regie: Sharon Maymon und Erez Tadmor
- HaBodedim – Regie: Renen Schorr
- Haiu Leilot – Regie: Ron Ninio
- Lebanon – Regie: Samuel Maoz

### 2010–2019
2010
- Die Reise des Personalmanagers (The Human Resources Manager) – Regie: Eran Riklis
- HaMadrich LaMahapecha – Regie: Doron Tsabari
- Ein Sommer in Haifa (Paam Hayiti) – Regie: Avi Nesher
- Hadikduk HaPnimi – Regie: Nir Bergman
- Mabul – Regie: Guy Nattiv

2011
- Hearat Shulayim – Regie: Joseph Cedar
- Boker tov adon Fidelman – Regie: Yossi Madmoni
- Ha-shoter – Regie: Nadav Lapid
- Orhim le-rega – Regie: Maya Kenig
- My Lovely Sister – Regie: Marco Carmel

2012
- An ihrer Stelle (Lemale et ha'ḥalal) – Regie: Rama Burshtein
- Balada le'aviv ha'bohe – Regie: Benny Toraty
- Joe + Belle – Regie: Veronica Kedar
- Haolam Mats'hik – Regie: Shemi Zarhin
- Ha-Mashgihim – Regie: Meni Yaish
- Rock Ba-Casba – Regie: Yariv Horowitz

2013
- Bethlehem – Wenn der Feind dein bester Freund ist (Bethlehem) – Regie: Juval Adler
- Magic Men – Regie; Guy Nattiv und Erez Tadmor
- Die unüblichen Verdächtigen (Hunting Elephants) – Regie: Reshef Levi
- Sukaryot – Regie: Joseph Pitchhadze
- Shesh Peamim – Regie: Johnathan Gurfinkel
- Ani Bialik – Regie: Aviv Talmor
- White Panther – Regie: Danni Reisfeld

2014
- Get – Der Prozess der Viviane Amsalem (Get — Ha'mishpat shel Vivian Amsalem) – Regie: Ronit Elkabetz und Shlomi Elkabetz
- Null Motivation – Willkommen in der Armee! (Efes beyahasei enosh) – Regie: Talya Lavie
- Next to Her (At Li Layla) – Regie: Asaf Korman
- Am Ende ein Fest (Mita Tova) – Regie: Tal Granit und Sharon Maymon
- Is That You? – Regie: Dani Menkin
- Yona – Regie: Nir Bergman

2015
- Baba Joon – Regie: Yuval Delshad[5]
- Hatuna MeNiyar – Regie: Nitzan Giladi
- Ha'milim ha'tovot – Regie: Shemi Zarhin
- Hayored Lema'ala – Regie: Elad Keidan
- Wounded Land (Eretz Ptzua) – Regie: Erez Tadmor

2016
- Sufat Chol – Regie: Elite Zexer
- Me'Ever Laharim Vehagvaot – Regie: Eran Kolirin
- Eine, die sich traut (Laavor et hakir) – Regie: Rama Burshtein
- Ein Tag wie kein anderer (Shavua ve Yom) – Regie: Asaph Polonsky
- The Bouncer (Avinu) – Regie: Meni Yaish

2017
- Foxtrot – Der Tanz des Schicksals (Foxtrot) – Regie: Samuel Maoz
- Ga'agua – Regie: Savi Gavison
- Scaffolding (Pigumim) – Regie: Matan Yair
- Bar Bahar – Regie: Maysaloun Hamoud
- Mutalim Besafek – Regie: Eliran Elya

2018
- The Cakemaker – Regie: Ofir Raul Graizer[6]
- Fig Tree – Regie: Alamork Davidian
- Flawless (HaNeshef) – Regie: Tal Granit und Sharon Maymon
- Laces – Regie: Jacob Goldwasser
- Pere Atzil – Noble Savage – Regie: Marco Carmel

2019
- Incitement – Regie: Yaron Zilberman[7]
- Isha Ovedet – Regie: Michal Aviad
- Love Trilogy: Chained – Regie: Yaron Shani
- Tel Aviv on Fire – Regie: Sameh Zoabi
- The Unorthodox – Regie: Eliran Malka

### 2020–
2020
- Asia – Regie: Ruthy Pribar[8]
- Africa – Regie: Oren Gerner
- The Dead of Jaffa (Hametim shel yafo) – Regie: Ram Loevy
- Here We Are – Regie: Nir Bergman
- Sheifa lehaim – Regie: Assaf Abiri und Matan Guggenheim